# Капанина, Светлана Владимировна
Светла́на Влади́мировна Капа́нина (род. 28 декабря 1968, Щучинск, Казахская ССР, СССР) — российский пилот, семикратная абсолютная чемпионка мира в женском зачёте (1996, 1998, 2001, 2003, 2005, 2007, 2011 гг.) по самолётному спорту.
Заслуженный мастер спорта России, заслуженный тренер России, лётчик-инструктор 1 класса лётно-испытательной и доводочной базы ПАО «Компания „Сухой“» «ОКБ Сухого», член высшего совета всероссийской политической партии «Единая Россия», доверенное лицо президента России В. В. Путина.
Лучший пилот столетия (по версии FAI).
В 2003 году занесена в книгу рекордов Гиннесса — как самый титулованный пилот в мировой спортивной авиации.

## Биография
Светлана Владимировна Капанина родилась 28 декабря 1968 года в семье таксиста и оператора автомобильной заправочной станции в городе Щучинске Щучинского района Кокчетавской области Казахской ССР, ныне город — административный центр Бурабайского района Акмолинской области Казахстана.
Уже в школьные годы занималась спортом, увлекалась мопедами, мотоциклами. Отстаивала честь своей школы и класса во всех спортивных мероприятиях и «Зарницах». Увлекалась лёгкой атлетикой — особенно хорошо бегала на короткие дистанции; шесть лет занималась спортивной гимнастикой, выполнила норматив кандидатa в мастера спорта СССР.
После окончания восьмого класса школы поступила учиться в Целиноградское медицинское училище по специальности «фармация», по окончании которого в 1987 году была направлена по распределению работать в аптеке при ведомственной железнодорожной больнице в городе Кургане.
В 1988—1991 годах работала техником-электриком связи Курганского авиаспортклуба ДОСААФ; в 1991—1992 годах — лётчиком-инструктором Иркутского авиаспортклуба ДОСААФ; с 1992 года — лётчиком-инструктором Курганского авиаспортклуба РОСТО.
В 1995 году окончила Калужское авиационное лётно-техническое училище по программе «Лётная эксплуатация летательных аппаратов».
С 2000 года — лётчик-инструктор 1 класса лётно-испытательной и доводочной базы ОКБ Сухого в Москве.
В 2016 году окончила Санкт-Петербургский государственный университет гражданской авиации по специальности 25.05.05 «Эксплуатация воздушных судов и организация воздушного движения» (специализация «Организация лётной работы»).
Член высшего совета всероссийской политической партии «Единая Россия».
Проживает в Москве.
В декабре 2018 года Светлана Капанина отметила двойной юбилей — 50-летие в жизни и 30-летие в небе.

## Авиаспорт
С 1988 года начала заниматься авиаспортом в Курганском АСК на самолёте Як-52. Первым её инструктором был Николай Голубцов. С 1989 года стала летать у тренера, штурмана-инструктора Леонида Аркадьевича Солодовникова. Он стал мужем Светланы, но семейная жизнь длилась недолго, Солодовников погиб.
В 1991 году вошла в состав сборной команды России по высшему пилотажу.
В 1993 году, впервые принимая участие на международных соревнованиях, стала серебряным призёром чемпионата Европы.
В 1998 году в Британии открывала авиашоу в честь 80-летия королевских ВВС.
Освоила самолёты Як-52, Як-50, Як-55, Су-26, Су-29, Су-31 и их модификации, Extra 300, Extra 330, планёр LET L-13 Бланик.
Является членом пилотажной группы «Первый полёт».
Светлана Капанина поднималась в небо будучи беременной, по её словам, «проверяя отношение будущих детей к полётам». Дочь Светланы Капаниной уже летала в передней кабине её спортивного самолёта.

## Награды и звания

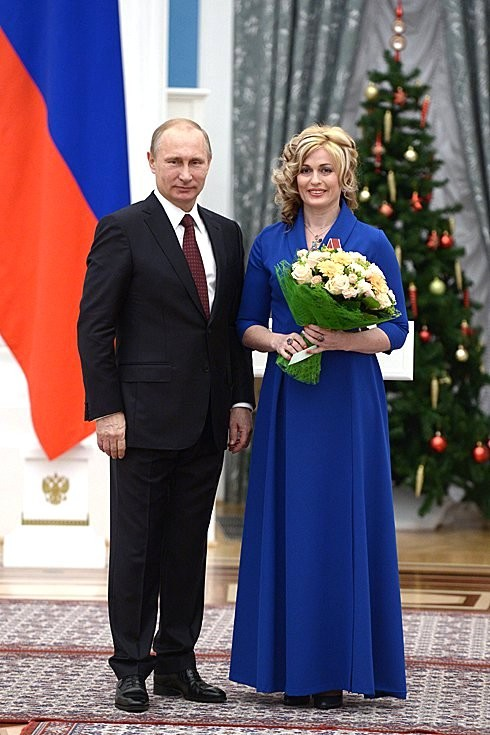
Награждение орденом Мужества.
22 декабря 2014 года

#### Российские
- Орден Мужества (14 августа 2014 г.)[13];
- Орден Почёта (2002 г.);
- Медаль ордена «За заслуги перед Отечеством» II степени (1995 г.);
- Орден «За заслуги» I степени, ДОСААФ;
- Орден «За заслуги» II степени, ДОСААФ;
- Орден «За заслуги» III степени, РОСТО (2007 г.);
- Медаль ЦС РОСТО «Первый трижды Герой Советского Союза А. И. Покрышкин» (РОСТО, 1997 г.);
- Медаль «80 лет ОСОАВИАХИМ, ДОСААФ, РОСТО» (2007 г.).

#### Иностранные
- Золотая именная медаль FAI Sabiha Gökçen — как единственная 5‑кратная абсолютная чемпионка мира по высшему пилотажу (2005 г.)[2];
- Именная медаль «100-летний юбилей Международной авиационной федерации» (FAI Centenary Medal, 2005 г.)[14][15];
- Диплом Paul Tissandier, Международная авиационная федерация - FAI (1997 г.)[2];
- Кубок «Лучшая женщина чемпионата Европы» (2008 г.).

#### Премии
- Лауреат национальной премии общественного признания достижений женщин «Олимпия» (2003 г.);
- Лауреат Национальной спортивной премии «Слава» (2007 г.).

#### Спортивные разряды и звания
- заслуженный тренер России (самолётный спорт, 2002 г.);
- заслуженный мастер спорта России по высшему пилотажу (самолётный спорт, 1995 г.);
- мастер спорта России международного класса (самолётный спорт, 1993 г.);
- мастер спорта СССР (самолётный спорт, 1991 г.);
- кандидат в мастера спорта СССР по спортивной гимнастике.

#### Почётные звания
- почётная гражданка Курганской области (2 февраля 2015 г., за выдающиеся заслуги, способствующие повышению известности и авторитета региона[16]);[15]
- почётная гражданка штата Оклахома, США (1996 г.)[12];
- академик академии проблем безопасности, обороны и правопорядка.

## Достижения
- абсолютная чемпионка мира среди женщин (1996, 1998, 2001, 2003, 2005, 2007, 2011 гг.)[2];
- абсолютная чемпионка всемирных воздушных игр среди женщин (1997, 2001 гг.)[2];
- абсолютная чемпионка России среди женщин (1991, 2001 гг.).
- чемпионка СССР по высшему пилотажу среди женщин (1991).
- абсолютная чемпионка Европы среди женщин (1997, 2006, 2014 гг.);[источник не указан 3127 дней]
- тридцатикратная чемпионка мира в отдельных видах программы среди женщин (1996, 1998, 2000, 2001, 2003, 2005, 2007, 2009, 2011, 2013 гг.)[2].
- восьмикратная чемпионка всемирных воздушных игр среди женщин (1997, 2001 гг.);
- четырнадцатикратная чемпионка Европы в отдельных видах программы среди женщин (1997, 2006, 2014 гг.);[источник не указан 3127 дней]
- обладатель 67 золотых, 26 серебряных, 13 бронзовых медалей чемпионатов мира, Европы в женском зачёте и гран-при ФАИ.[источник не указан 3127 дней]

Завоёвывала награды в женском зачёте чаще, чем кто-либо из коллег-женщин.
Была лучшей среди женщин на всемирных авиационных играх 2001 г. — абсолютный чемпион среди женщин в 1997 и 2001 гг.

## В творчестве
Светлане Капаниной посвящена песня автора-исполнителя и постоянного комментатора выступлений пилотажной группы «Стрижи» Николая Анисимова «Пилотажный рок-н-ролл». Неофициальное название этой песни — «Светлана».
О Светлане Капаниной Андрей Караулов снял документальный фильм в серии «Человек — национальное достояние».

## Семья
Отец — Владимир Васильевич Капанин, по профессии водитель, работал таксистом. Смолоду — увлечение спортом, в одной из дисциплин — фигурном автовождении на льду — участвовал в республиканских соревнованиях, вице-чемпион Казахстана; впоследствии служил егерем государственного охотнадзора Казахской ССР. Мать — Галина Григорьевна, работала бухгалтером на базе в промторге, затем оператором автозаправки.
Сестра — Лариса Владимировна Капанина, брат — Олег Владимирович Капанин.
Муж — Владимир Степанов, заслуженный тренер России, мастер спорта по тайскому боксу. Сын Пересвет (род. 21 августа 2002 г.), дочь Есения (род. 5 июня 2004 г.).

## Общественная деятельность
По обращению Светланы Капаниной к мэру Москвы Сергею Собянину было принято постановление[когда?] о начислении ежемесячной компенсационной выплаты к пенсии чемпионам мира по самолётному, вертолётному и планерному видам спорта.
В 2024 году являлась доверенным лицом кандидата в президенты России Владимира Путина.